# Laud
Laud (наст. имя Владислав Андреевич Каращук укр. Владислав Андрійович Каращук; род. 14 октября 1997, Киев, Украина) — украинский певец и композитор, финалист шоу «Голос Країни» (Студия 1+1), участник Национального отбора Украины на Евровидение 2018—2019.

## Биография
Родился в в семье музыкантов. Отец Андрей Витальевич Каращук — кларнетист, а мать Анжелика Борисовна Каращук — пианистка, преподаватель по классу фортепиано. Оба родителя закончили Киевский институт музыки имени Р. М. Глиера и Национальную Музыкальную Академию Украины. Влад является продолжателем музыкальной династии, в которой и по отцовской и по материнской линии были музыканты и заслуженные деятели украинской культуры. В частности, прадед Каращука был солистом оркестра Киевской оперы, а дед Виталий Каращук — ректором Киевского института музыки имени Р. М. Глиера, где выступил основателем эстрадно-джазовой кафедры
С ранних лет принимал участие в музыкальных конкурсах и фестивалях, среди которых «Крок до зірок», «Черноморские игры», «Славянский базар», «Детская Новая волна» (Юрмала, Латвия), «Новая Волна» (Юрмала, Латвия), Kaunas Jazz Festival (Каунас, Литва). На конкурсе «Новая Волна» выступил в дуэтах с такими признанными поп-звездами, как Иван Дорн и Дима Билан.
В 2016 году прошел прослушивания в шоу «Голос країни» (Студия 1+1) и попал в команду к Ивану Дорну. Став одним из наиболее ярких участников сезона, он дошел до суперфинала и занял второе место по результатам зрительского голосования.
После участия в шоу «Голос країни» подписал контракт с продюсером Джамалы Игорем Тарнопольским и стал выступать под псевдонимом Laud. Первое выступление состоялось 12 мая 2017 года в киевском Дворце спорта на разогреве у Джамалы.
26 мая на лейбле Enjoy! Records вышел дебютный сингл «У Цю Ніч», за которым последовали синглы «Не залишай» (12 декабря 2017 г.) и «Вигадав» (16 марта 2018).
23 октября 2018 года состоялся релиз дебютного альбома «Музика», в состав которого вошли 12 композиций.
В феврале 2018 Laud впервые принял участие в Национальном отборе песенного конкурса «Евровидение-2018» с композицией «Waiting». По результатам первого полуфинала занял первое место, получив высший балл от жюри и семь баллов от телезрителей (за него проголосовало почти 15 % зрителей). В 2019-м с песней «2 Дні» принял участие в Национальном Отборе на Евровидение во второй раз.

## Дискография
Альбом
- Музика — 2018

Синглы:
- У Цю Ніч — 2017
- Не залишай −2017
- Waiting — 2018
- Вигадав — 2018
- 2 дні — 2019
- Без тебе (feat. Tayanna) — 2019
- Грязные танцы — 2020

Видеография:
- У Цю Ніч — 2017
- Не залишай −2017
- Вигадав — 2018
- Подоляночка — 2018
- 2 дні — 2019
- Грязные танцы — 2020